# チシマフウロ
チシマフウロ（千島風露、学名：Geranium erianthum）はフウロソウ科フウロソウ属の多年草。

## 特徴
北海道～東北地方の亜高山帯～高山帯に分布する。日当たりの良い草地や砂礫地に生える高山植物。
高さは20～50cm。花期は6～8月。花は5弁花で、茎の先に直径3cmほどの青紫色の花を多数咲かせる。花弁の基部や萼片に長い白毛がある。